# فرودگاه کیلاگونی
فرودگاه کیلاگونی (به انگلیسی: Kilaguni Airport) یک فرودگاه همگانی، غیرنظامی با کد یاتا ILU است که یک باند فرود سنگفرش دارد و طول باند آن ۱۶۰۰ متر است. این فرودگاه در شهر کیلاگونی، کنیا کشور کنیا قرار دارد و در ارتفاع ۸۴۰ متری از سطح دریا واقع شده است.

## شرکت‌های هواپیمایی و مقصدهای پروازی
| شرکت‌های هواپیمایی   | مقصدهای پروازی  |
| ------------------- | --------------- |
| Safarilink Aviation | امبوسلی، ویلسون |